# Avondmaaltijd

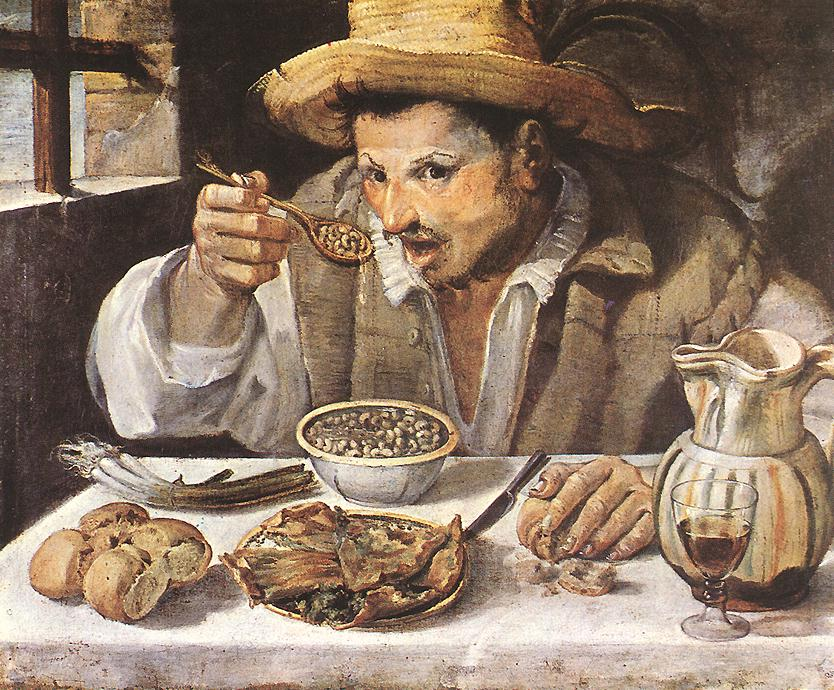
De boneneter

De avondmaaltijd, het avondmaal of het avondeten is vaak de hoofdmaaltijd, dat wil zeggen de belangrijkste maaltijd van de dag.
De andere twee maaltijden per dag zijn het ontbijt en de middagmaaltijd die vaak een meer eenvoudige invulling hebben. De avondmaaltijd vindt meestal plaats aan het eind van de dag, zo tussen 5 en 8 uur.
Bij de avondmaaltijd heeft men vaak een grotere variatie aan voedsel en eet men vaak in gezelschap van gezinsleden, of andere familieleden en/of vrienden. Een uitgebreid avondmaal bestaat van oudsher meestal uit een voorgerecht, een hoofdgerecht, en een nagerecht met de volgende invulling:
- het voorgerecht (bijvoorbeeld soep of salade);
- het hoofdgerecht vaak met vlees, vis en groenten met aardappel, rijst of pasta;
- het nagerecht, zoals  ijs, yoghurt, vla, gebak of kaas.

In de praktijk is de dagelijkse avondmaaltijd vaak eenvoudiger van invulling. Sommige mensen houden tijdens de bereiding van het avondmaal rekening met al dan niet bewezen aanbevelingen voor een gezond of een gebalanceerd maal, zoals de voedingsdriehoek of de Schijf van Vijf. Anderen vinden dit minder of niet belangrijk, en laten zich inspireren door traditie of de ingrediënten van het moment.

## Diner

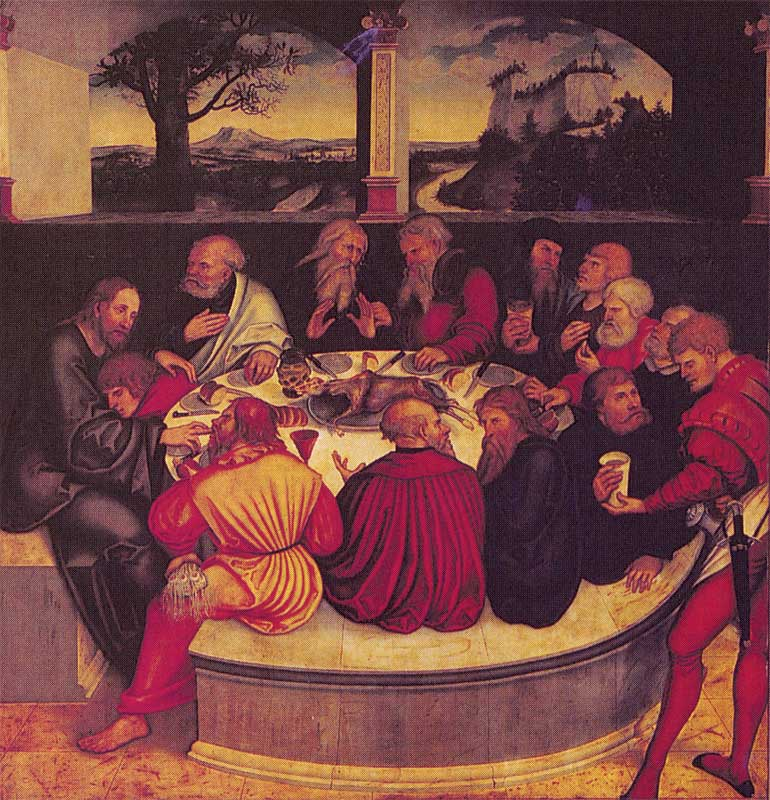
Avondmaal, door Lucas Cranach de Oude

In sommige gevallen gebruikt men voor het avondmaal de term diner. Een diner is uitgebreider dan het doorsnee avondmaal en wordt verdeeld in gangen. Het diner vindt meestal plaats met meerdere mensen en heeft vaak een feestelijk karakter.
Het woord diner is afkomstig uit het Frans, waar het als samentrekking van déjeuner of middagmaal ontstond. In bepaalde regio's van Frankrijk (niet Parijs), België, Zwitserland en Québec wordt dîner nog steeds gebruikt om de middagmaaltijd aan te duiden. In Parijs ontstond de gewoonte om de belangrijkste maaltijd van de dag 's avonds te eten.
Vandaag betekent diner in België en Nederland een vaste maaltijd die met meerdere personen wordt genuttigd. In praktijk gebeurt dit vaak 's avonds. Al begint een diner soms al in de middaguren. Er wordt doorgaans meer tijd besteed om het maal te nuttigen. De locatie kan ook buitenshuis plaatsvinden. Wordt er tijdens het diner de gelegenheid geboden om te dansen, dan spreekt men van een diner dansant. Een officieel diner dat door een staatshoofd wordt gegeven, noemt men een staatsdiner of staatsbanket; alleen genodigden mogen hieraan deelnemen. Vaak wordt bij een staatsbezoek een staatsdiner aangeboden.

### Kerstdiner
Een kerstdiner is vaak een speciaal en uitgebreider diner met kerstmis dat gehouden wordt op kerstavond, eerste kerstdag en/of tweede kerstdag, vaak met familie of goede vrienden.

## Souper
Een voornamelijk in Frankrijk en het middellandsezeegebied voorkomende late maaltijd is het souper, dat normaal gesproken pas na 10 uur 's avonds genoten wordt. De oorsprong van dit begrip ligt bij het eten van de inhoud van een ketel (stoverij of soep), die een tijdlang had staan garen.

## Rol als hoofdmaaltijd
Hoewel de avondmaaltijd meestal ook de hoofdmaaltijd is – dat wil zeggen het belangrijkste maal van de dag – is en was dit niet altijd het geval. Het tijdstip waarop de hoofdmaaltijd genuttigd wordt, verschilt van land tot land en kan door de eeuwen heen ook evolueren.
In landen als Nederland en België was in het verleden de hoofdmaaltijd vaak rond het middaguur (en is dat nu nog regelmatig). Het vaak lichamelijk zware agrarische werk vereiste een goede, gezonde en volledige maaltijd. Op sommige plaatsen wordt hierdoor het avondmaal nu nog vaak het middageten (of kortweg de middag) genoemd.
De homo industrialis heeft, gedwongen door zijn werk, zijn maaltijdpatroon moeten aanpassen naar een snel en licht ontbijt en lunch en dientengevolge naar een uitgebreidere avondmaaltijd als hoofdmaaltijd.
In landen zoals Duitsland is het gebruikelijk om de warme hoofdmaaltijd als middagmaal te nuttigen. Dit met de achterliggende gedachte dat men de energie 's middags voor het werken nodig heeft. 's Avonds wordt dan meestal voor een broodmaaltijd gekozen.
In Zuid-Europese landen vindt vaak veel later op de avond dan in de Lage Landen de hoofdmaaltijd plaats, omdat het vaak te warm is om in het midden van een hete dag een zwaar maal te nuttigen.